# Tyroc
Tyroc es un personaje ficticio del Universo DC, miembro de la Legión de Super-Héroes en los siglos 30 y 31. Creado por el escritor Cary Bates y el artista Mike Grell, apareció por primera vez en Superboy #216 (abril de 1976), un año antes de Black Lightning, convirtiéndolo en uno de los primeros superhéroes disfrazados de negro de DC.

## Historial de publicaciones
Apareció por primera vez en Superboy #216 (abril de 1976), y fue creado por Cary Bates y Mike Grell.
Jim Shooter, a quien se le había impedido introducir personajes negros en la Legión en la década de 1960, se opuso a la caracterización de Tyroc: "... Siempre quise tener un personaje que fuera afroamericano, y años después, cuando lo hicieron, lo hicieron de la peor manera posible... en lugar de tener un personaje que casualmente es negro... armaron un gran alboroto al respecto. Es un separatista racial... Acabo de descubrir es patético y espantoso".
Según Mike Grell, quien cocreó Tyroc con Cary Bates, el personaje de Tyroc era "una especie de punto doloroso para mí". Anteriormente había intentado introducir personajes negros en la serie, pero fue impedido por el entonces editor Murray Boltinoff. Grell recordó: "Seguía estancado... y finalmente llega Tyroc. Bien podrían haberlo llamado Tyrone. Su explicación de por qué no había personas negras [en la Legión] era que todas las personas negras tenían se ha ido a vivir a una isla. Es posiblemente el concepto más racista que he escuchado en mi vida... Quiero decir, es el sueño de un segregacionista, ¿no? Así que lo llamaron Tyroc, y le dieron el superpoder más estúpido del mundo"..
La aversión de Grell por Tyroc era lo suficientemente fuerte como para que deliberadamente lo hiciera quedar en ridículo: "Le di un disfraz tonto. Estaba en algún lugar entre el disfraz de Las Vegas de Elvis y algo que te imaginarías usando un proxeneta en la esquina de la calle".
Grell señala que, físicamente, Tyroc se basa en el jugador de fútbol americano Fred Williamson: "Lo modelé un poco en Fred "The Hammer" Williamson, que era una estrella de cine en ese momento... y le di este "Elvis Presley va a Las Vegas". "una especie de disfraz, y eso es todo. Ese fue el alcance de mi contribución a Tyroc".
Algunos escritores, como Paul Levitz, escritor de la Legión desde hace mucho tiempo, afirmaron que los poderes de Tyroc, basados en el sonido, lo convertían en un personaje demasiado difícil de representar en un cómic (a pesar de que Canario Negro de DC apareció en los cómics durante años, al igual que Marvel Comics' Banshee). Tyroc fue el único legionario presentado antes de 1989 que no apareció durante la carrera inicial de 15 años de Levitz en la Legión (incluso el fallecido Ferro Lad, Invisible Kid y Chemical King aparecieron en historias retrospectivas). Levitz dice que esto se debió a que pensó que Tyroc era "un personaje tan estúpido... creo que un personaje basado en el sonido es intrínsecamente inútil en un medio silencioso. Simplemente nunca trabajó para mí, así que hice todo lo posible para esquivarlo a él". A pesar de su postura inicial sobre el personaje, Levitz dijo en una entrevista de Newsarama que Tyroc estará en su nueva serie Legion of Super-Heroes. Tyroc aparece en Legion of Super-Heroes (vol. 6) #2 (agosto de 2010), marcando la primera vez que el personaje aparece en una historia en continuidad escrita por Levitz.

## Biografía ficticia

### Marzal
Tyroc (nombre real Troy Stewart) era el único superhéroe residente de la isla de Marzal, que normalmente existía en una dimensión diferente. Al igual que Brigadoon, la Isla Marzal a veces reaparecía en la Tierra. A diferencia del legendario pueblo escocés, Marzal permaneció en la Tierra durante varios años en un lugar cercano a la costa de África. En la lengua nativa de Marzal, "Tyroc" significa "Grito del Diablo".
Tyroc y su gente descendían de esclavos africanos que se rebelaron en un barco durante la travesía media en el siglo XVIII. Una vez que todos los traficantes de esclavos quedaron a la deriva, los africanos liberados se establecieron en su propia isla frente a la costa de África y construyeron una civilización. Para su sorpresa, su isla paradisíaca tenía una existencia "similar a Brigadoon" y desaparecía de esta dimensión en un horario regular cada 200 años.
Solos, los isleños desarrollaron una civilización avanzada, altamente tecnológica, con tendencias aislacionistas extremas. Marzalianos creía que la gente de la Tierra había ignorado su isla. Como resultado, los extraños no eran bienvenidos en Marzal.

### La Legión
La Legión de Super-Héroes conoció a Tyroc por primera vez cuando varios legionarios respondieron a una emergencia en la isla Marzal. Al principio, Tyroc intentó evitar que la Legión ayudara. Después de arreglar sus diferencias y trabajar juntos para salvar la isla, a Tyroc se le ofreció ser miembro de la Legión. Inicialmente se negó, aunque había llegado a admirar la tolerancia y el coraje de los legionarios que había conocido.
En encuentros posteriores, Tyroc aceptó la oferta de la Legión de unirse al equipo y así se convirtió en el primer miembro negro de la Legión. Tyroc y Black Lightning se crearon para ayudar a DC a atraer nuevos lectores y brindar más oportunidades para historias socialmente relevantes.
Hasta la incorporación de Tyroc a la Legión, casi todos los extraterrestres humanoides en las historias de la Legión fueron dibujados con rasgos faciales caucásicos, incluido el Chameleon Boy de piel naranja, Shadow Lass de piel azul y Brainiac 5 de piel verde y cabello rubio.
Tyroc más tarde regresó a la Isla Marzal para estar con su gente cuando abandonó la realidad de la Tierra. Shadow Lass y Dawnstar, que lo acompañaban, quedaron casi atrapados en la isla mientras cambiaba de dimensión.

### Presidente de Nueva Tierra
La destrucción de Marzal a manos del Dominio se documentó durante el cuarto volumen de la serie Legion of Super-Heroes mientras Keith Giffen era el escritor. Los Dominadores lograron destruir la Isla Marzal dentro de su bolsillo dimensional. Una Tierra que se recuperaba de la conquista del Dominio eligió a sus héroes de guerra para liderarlos. Jacques Foccart (el segundo Invisible Kid) y Troy Stewart, que habían demostrado ser líderes efectivos de las fuerzas rebeldes, fueron recompensados con cargos públicos por la gente de la Tierra. Troy Stewart se convirtió en vicepresidente del planeta y Jacques en presidente. Poco después, la Tierra fue destruida en un desastre que recuerda a la destrucción de Krypton más de un milenio antes. Unas cuantas docenas de ciudades y sus habitantes sobrevivieron, y el planeta fue reconstituido como la Nueva Tierra. Finalmente, Jacques renunció para reincorporarse a la Legión y Troy ascendió a la presidencia.
Esta realidad fue borrada de la continuidad por los eventos de la miniserie Hora Cero.

### Post-Hora Cero/"Threeboot"
Tyroc no apareció en la segunda gran continuidad de la Legión, que se desarrolló desde 1994 hasta finales de 2004. En la continuidad "Threeboot" que comenzó en 2005, Tyroc aparece brevemente (con varios otros legionarios de encarnaciones anteriores del equipo como Blok y Dawnstar) en Legion of Super-Heroes (vol. 5) # 15, como un personaje en una 'historia de fogata' que muestra la influencia de la Legión y las leyendas urbanas y los mitos que han surgido a su alrededor. Esta aparición fue un cameo y no parece tener lugar en la continuidad real de la serie.

### Post-Crisis Infinita
Los eventos de la miniserie Crisis infinita aparentemente han restaurado un análogo cercano de la Pre-Crisis on Infinite Earths Legion a la continuidad, como se ve en el arco de la historia "The Lightning Saga" en Justice League of America y Justice Society of America, y en el arco de la historia de "Superman and the Legion of Super-Heroes" en Action Comics. Se vio una estatua de Tyroc en Final Crisis: Legion of Three Worlds #1. Más tarde, Tyroc apareció junto con un ejército completo de legionarios de mundos, tiempos y realidades alternativos en el Punto de Fuga para luchar contra Time Trapper. En la serie actual de Legion of Super-Heroes, Tyroc se ha reincorporado a la Legión.

### The New 52
En 2011, DC reinició su continuidad y relanzó todos sus títulos, entre ellos Legion Lost contó que un pequeño equipo de legionarios, incluidos Wildfire, Gates, Dawnstar, Tellus, Timber Wolf, Chameleon Girl y Tyroc, quedaron atrapados en el siglo XXI mientras perseguían un objetivo. terrorista genético que viaja en el tiempo. Después de varias aventuras intentando integrarse a la vida del siglo XXI, incluido un altercado con los Jóvenes Titanes, DC canceló la serie.

## Poderes y habilidades
El superpoder de Tyroc eran sus gritos que distorsionaban la realidad, que podía usar para crear portales dimensionales y campos de fuerza, y para transmutar, congelar, quemar o simplemente destruir objetos. También podía teletransportarse a sí mismo y al menos a otra persona, aunque se desconocían los límites exactos de esta habilidad. Los efectos y el alcance de sus poderes eran consistentes cuando apareció por primera vez, pero luego parecieron variar con el escritor. Los escritores posteriores a menudo trataron su poder como un simple "grito sónico" similar al de Canario Negro.
Tyroc podía volar usando sus propios poderes inherentes (como se vio en su primera aparición antes de unirse a la Legión) o su anillo de vuelo de la Legión.

### Efectos de grito
Entre los gritos en el arsenal de Tyroc:
- EEYYAAAHH! – Piroquinesis
- AHHRRRRRR! – Campo de fuerza
- OYYUUUUUU! – Teletransportación
- ARRRRHHHH! – Explosiones
- ZZZRRRUUGGHH! – Telequinesis
- UIUUIEEEE! – Transmutación
- ARRREEEEG! – Manipulación del clima
- IRRRRWWWW! – Manipulación de plantas
- CCCIIIRRR! – Vértigo
- RRRYYYY! – Manipulación del viento
- WHEEEEW! – Retrocognición[17][18]

### Equipo
Como miembro de la Legión de Super-Héroes, se le proporciona un anillo de vuelo de la Legión. Le permite volar y comunicarse con sus compañeros de equipo.

## En otros medios
- Tyroc hace apariciones sin hablar en Legion of Super Heroes. Tyroc tiene un pequeño cameo al final del episodio de la primera temporada "Timber Wolf", y su imagen aparece junto con las de otros legionarios mientras Timber Wolf recita el juramento de la Legión. Más tarde apareció en acción durante "The Substitutes" y apareció esporádicamente en las tomas de fondo de la temporada 2. Un joven Tyroc aparece en el episodio de la segunda temporada "In The Beginning", entre una multitud de jóvenes legionarios. En el final de la serie de dos partes "Dark Victory", se ve a Tyroc en la batalla usando un aullido ultrasónico contra las fuerzas de Brainiac. Las ondas de sonido son de color rojo brillante y hacen que un equipo explote.
- Tyroc aparece como un personaje de fondo en la película animada Justice League vs. The Fatal Five.